# Liste der Kulturdenkmale in Parthenstein

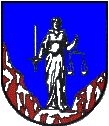
Wappen von Parthenstein

Die Liste der Kulturdenkmale in Parthenstein enthält die Kulturdenkmale in Parthenstein.
Diese Liste ist eine Teilliste der Liste der Kulturdenkmale in Sachsen.

## Legende
- Bild: Bild des Kulturdenkmals, ggf. zusätzlich mit einem Link zu weiteren Fotos des Kulturdenkmals im Medienarchiv Wikimedia Commons. Wenn man auf das Kamerasymbol klickt, können Fotos zu Kulturdenkmalen aus dieser Liste hochgeladen werden:
- Bezeichnung: Denkmalgeschützte Objekte und ggf. Bauwerksname des Kulturdenkmals
- Lage: Straßenname und Hausnummer oder Flurstücknummer des Kulturdenkmals. Die Grundsortierung der Liste erfolgt nach dieser Adresse. Der Link (Karte) führt zu verschiedenen Kartendiensten mit der Position des Kulturdenkmals. Fehlt dieser Link, wurden die Koordinaten noch nicht eingetragen. Sind diese bekannt, können sie über ein Tool mit einer Kartenansicht einfach nachgetragen werden. In dieser Kartenansicht sind Kulturdenkmale ohne Koordinaten mit einem roten bzw. orangen Marker dargestellt und können durch Verschieben auf die richtige Position in der Karte mit Koordinaten versehen werden. Kulturdenkmale ohne Bild sind an einem blauen bzw. roten Marker erkennbar.
- Datierung: Baubeginn, Fertigstellung, Datum der Erstnennung oder grobe zeitliche Einordnung entsprechend des Eintrags in der sächsischen Denkmaldatenbank
- Beschreibung: Kurzcharakteristik des Kulturdenkmals entsprechend des Eintrags in der sächsischen Denkmaldatenbank, ggf. ergänzt durch die dort nur selten veröffentlichten Erfassungstexte oder zusätzliche Informationen
- ID: Vom Landesamt für Denkmalpflege Sachsen vergebene, das Kulturdenkmal eindeutig identifizierende Objekt-Nummer. Der Link führt zum PDF-Denkmaldokument des Landesamtes für Denkmalpflege Sachsen. Bei ehemaligen Kulturdenkmalen können die Objektnummern unbekannt sein und deshalb fehlen bzw. die Links von aus der Datenbank entfernten Objektnummern ins Leere führen. Ein ggf. vorhandenes Icon  führt zu den Angaben des Kulturdenkmals bei Wikidata.

## Grethen
| Bild           | Bezeichnung | Lage                     | Datierung                  | Beschreibung | ID       |
| -------------- | --- | ------------------------ | -------------------------- | --- | -------- |
| Weitere Bilder | Kilometerstein |                          | um 1900 (Kilometerstein)   | Streckenmarkierungsstein Nr. 18 von ehemals 22 Steinen der Straße Leipzig–Grimma, typische Ausführung in Sandstein mit oben abgerundetem Abschluss, verkehrsgeschichtlich von Bedeutung Angabe 18000 km | 08965851 |
|                | Wohnstallhaus eines Mühlenanwesens | Am Mühlgraben 17 (Karte) | bez. 1860                  | Ein schlichter Putzbau mit Porphyrtuffrahmungen, von ortshistorischer Bedeutung. Das Wohnstallhaus ist zweigeschossig, massiv und verputzt, im Erdgeschoss Fenstergewände aus Porphyrtuff, im Obergeschoss Fenstersohlbänke aus Porphyrtuff, im Giebel befinden sich zwei rundbogige Fenster, alte Fenster, Satteldach, Ziegelsteintraufe, drei Türgewände aus Porphyrtuff, Ladeluke, ein überdachter Eingang, bezeichnet: „F.G., ein Morgenstern 1860“ (im Türsturz). | 08965837 |
| Weitere Bilder | Wohnstallhaus eines ehemaligen Vierseithofes sowie Torbogen und Pforte zur Gasse und Einfriedung zur Bauernstraße                                                | Bauernstraße 4 (Karte)   | 1. Hälfte 19. Jh.          | Ein ortsbildprägender Fachwerkbau mit markanter Einfriedung. Das Wohnhaus ist zweigeschossig, das Erdgeschoss massiv, im Obergeschoss Fachwerk, ein einseitig abgewalmtes Satteldach mit Biberschwanzdeckung, der Eingang mit geradem Türsturz und einer alten Tür. Die Einfriedung ist eine straßenseitige Bruchsteinmauer, verputzt, die Abdeckung mit Ziegelstein und Porphyrplatten, an der Bauernstraße befinden sich drei quadratische Torpfeiler mit pyramidalem Abschluss aus Ziegelstein, altes Holztor, zur Gasse ein großer Torbogen aus Bruchstein, verputzt, gerader oberer Abschluss, rundbogige Leutepforte, durchbrochenes Holztor. | 08965980 |
|                | Wohnhaus und Toranlage eines Bauernhofes | Bauernstraße 20 (Karte)  | bez. 1904 (Inschrifttafel) | Ein villenartiges Wohngebäude der Gründerzeit, von straßenbildprägender Wirkung, baugeschichtlich und ortsgeschichtlich von Bedeutung. Das Wohnhaus ist zweigeschossig, massiv und verputzt, ein Walmdach mit Biberschwanzdeckung, straßenseitig ein Mittelrisalit mit Krüppelwalmdach, der Eckrisalit mit hohem Zeltdach, der Kellersockel besteht aus Bruchstein, die Vorhangbogenfenster mit gerader Überdachung und Volutenbekrönung, dazu genutete Ecklisenen, eine profilierte Traufe mit abgerundeten Konsolen, giebelseitig mit einer Inschrifttafel: „Gottes Gnad und Segenhand, beschütze dieses Haus und Land. Erbaut im Jahr 1904“. Die Toranlage besteht aus drei quadratischen Torpfeiler mit Porphyrtuffsockeln und einem massiven Eisentor. | 08965979 |
| Weitere Bilder | Dorfkirche Grethen (Kirche (mit Ausstattung), Kirchhof mit Einfriedung, dazu Heiste und Treppe, mit Grabmalen und Denkmal für die Gefallenen des 1. Weltkrieges) | Kirchberg (Karte)        | 13. Jh.                    | Eine romanische Chorturmkirche, baugeschichtlich, ortsgeschichtlich und ortsbildprägend von Bedeutung. Die romanische Chorturm-Kirche hat ein Satteldach mit romanischen profilierten Eckkonsolen, und ist ein verputzter Bruchsteinbau, im Schiff befinden sich Rundbogenfenster, profilierte Traufe, an der Südseite ein querschiffartiger gotischer Sakristeianbau, ein rechteckiger Chorturm mit Satteldach, Wetterfahne, runde Apsis, im Giebel spitzbogige Zwillingsfenster mit eingestellter Säule, an der Westfassade ein Rundbogenportal aus Porphyrtuff, mit Schlussstein, im Giebel Porphyrtuffkreuz. - Das Kriegerdenkmal ist eine Granitstele, nach oben verjüngend, mit abgerundeten Kanten, Inschrift: „Die Gemeinde ihren tapferen Helden 1914, 1918“, Kreuz- und Schwertrelief. Die Einfriedung ist eine Bruchsteinmauer mit quadratischen Torpfeiler aus Ziegelstein, straßenseitig (Am Mühlgraben) eine Bruchsteintreppe mit Eisengeländer. Eine zweiläufige Heiste aus Porphyrbruchstein als Zugang zum Friedhof, Grabmale: - Erbbegräbnis Sickert: Wandgrab aus Sandstein, Volutengiebel mit Kreuz, konkav geschwungene Seiten, Bossenquaderung, florale Motive, - Erbbegräbnis Rüdiger: Sandsteinmauer, Karniesbogen-Giebel, rundbogige Nische, mit eingestellten Granitsäulen, Erbbegräbnis Dietze: Wandgrab aus Granit, karniesbogenförmiger Abschluss, im Giebel Ährenkranz und lateinisches Kreuz, Pilaster mit Rosenstrauch-Relief, im Kapitell Blüten, Wandfelder Bossenmauerwerk, - Erbbegräbnis Schindler: ädikulaähnliches Grabmal aus Granit, seitlich Pfeiler mit Blattkapitell, Dreiecksgiebel, im Giebel Relief (Zirkel, Ährenkranz) als Baumeisterinnungszeichen, Einfriedung aus Granitquadern, Wandtafel aus rotem geschliffenem Granit, - Erbbegräbnis Kaiser (1918): Wandgrab aus Granit mit abgerundetem Giebel, im Giebelfeld Relief (Pickelhaube und Fahne), Granittafeln mit Eisernem Kreuz, - Erbbegräbnis Wallburger (um 1916): Porphyrtuff-Wandgrab, Mittelgiebel geschwungen, im Giebelfeld Lorbeerkranz, Pickelhaube, Fahne, in den Seitenfeldern Blumenkörbe, fünf Sandsteingrabsteine (19. Jahrhundert): zum Teil stark verwittert. | 08965836 |

## Großsteinberg
| Bild                                    | Bezeichnung | Lage                                  | Datierung                                 | Beschreibung | ID       |
| --------------------------------------- | --- | ------------------------------------- | ----------------------------------------- | --- | -------- |
| Weitere Bilder                          | Dorfkirche Großsteinberg (Kirche (mit Ausstattung), Kirchhof (mit Erweiterung) mit Grabmalen, Einfriedungsmauer und Kirchhofstor (Toranlage mit Torbogen und Pforte, westlich von Nr. 13)) | Alte Dorfstraße (Karte)               | im Kern 13. Jh., spätere Umbauten         | Eine im Kern romanische Chorturmkirche, neogotisch überformt, von ortsgeschichtlicher, ortsbildprägender und bauhistorischer Bedeutung. Die Kirche ist ein verputzter Massivbau, eine Chorturmkirche mit eingezogenem Chor und Saal, Satteldach, der Turm mit gekuppelten Fenstern und Dachreiter, Anbauten, am Saal Giebelkreuze, Fenstersohlbänke der Spitzbogenfenster in Sandstein, Portal zum Teil in Sandstein (bezeichnet 1717). Auf dem Kirchhof: - Erbbegräbnis Dusi: Otto Dusi Baumeister, gest. 1931, Fritz Dusi gef. 1915, - Grabmal Wilhelm Schneider: gest. 1906 und Frau Christiane, Kirchhofstor (westlich an Nummer 13 angebaut): im Tor Ziegelstein mit Inschrift: „CHRISTIAMO(M?) KAVNRT ANNO 1717“, | 08965847 |
|                                         | Wohnhaus eines Bauernhofes | Alte Dorfstraße 6 (Karte)             | bez. 1789 (Schlussstein)                  | Ein Zeugnis bäuerlicher Lebensweise des 18. Jahrhunderts, baugeschichtlich von Bedeutung. Das Gebäude ist zweigeschossig, das Erdgeschoss massiv, im Obergeschoss Fachwerk, insgesamt verputzt, das Satteldach mit Gaube, einseitig abgeschleppt, eine profilierte Holztraufe, die Türgewände in Porphyrtuff mit Schlussstein (bezeichnet mit 1789). | 08965849 |
|                                         | Seitengebäude und Hofpflaster eines Vierseithofes | Alte Dorfstraße 11 (Karte)            | Ende 18. Jh.                              | Ein Zeugnis bäuerlicher Wirtschaftsweise des 18. Jahrhunderts in Fachwerkbauweise, das Obergeschoss hofseitig weit vorkragend, baugeschichtlich von Bedeutung. Das Gebäude ist zweigeschossig, das Erdgeschoss massiv, im Obergeschoss Fachwerk, die Giebel verputzt, zum Hof das Obergeschoss vorkragend, die Türstürze in Holz, die Fenstergewände im Erdgeschoss in Holz, Holztraufe, das Satteldach ist einseitig abgewalmt. | 08965848 |
|                                         | Alte Schule (Ehemalige Schule) | Alte Dorfstraße 13 (Karte)            | 1822                                      | Ein schlichter Putzbau mit Krüppelwalmdach, von ortshistorischer Bedeutung. Das Gebäude ist ein zweigeschossiger, verputzter Massivbau, die Fenster- und Türgewände in Porphyrtuff, mit Krüppelwalmdach, vermutlich das ehemalige Pfarrhaus. | 08965845 |
|                                         | Kriegerdenkmal für die Gefallenen des 1. Weltkrieges | Alte Dorfstraße 13 (neben) (Karte)    | um 1920 (Kriegerdenkmal)                  | Eine Betonsäule mit reichgestaltetem Aufsatz, Inschrift „Unseren (abgeschlagen, vermutlich „Helden“) 1914 1918“ und Namen der Toten, die rückwärtige Inschrift ist verwittert, eine umlaufende Inschrift am Aufsatz: „Den Toten zur Ehre, den Lebenden zur Lehre“. | 08965846 |
|                                         | Taubenturm eines Dreiseithofes | Alte Dorfstraße 21 (Karte)            | 19. Jh.                                   | Ein verputzter Bruchsteinpfeiler und holzverkleideter Fachwerkaufbau, das Satteldach mit Biberschwanzdeckung, ein aufwändig gestalteter Wirtschaftsbau des 19. Jahrhunderts, wirtschaftsgeschichtlich von Bedeutung. | 08965844 |
|                                         | Garage, Einfriedung und Toranlage eines Villengrundstückes | Am See 5 (Karte)                      | um 1925                                   | Eine aufwändig gestaltete Eingangssituation einer Landhausanlage, von bauhistorischer Bedeutung. Eine verputzte Mauer, Pfeiler und Abdeckungen sowie Löwin im porphyrtufffarbenen Kunststein, originale Garagentore, das Tor: Porphyrtuffpfeiler sowie Kugeln in Kunststein, Pergola und originale Türen. | 08965833 |
|                                         | Wochenendhaus (mit zwei Hausnummern) | Am See 43; 45 (Karte)                 | 1920er/1930er Jahre (Wochenendhaus)       | Ein Holzhaus in Bohlenblockbauweise, von bauhistorischer Bedeutung. Das Gebäude ist zweigeschossig, der Sockel in Ziegelstein, verputzt, der Bohlenbau besitzt vier originale Fenster, originale Fensterläden, ein weit vorkragendes Satteldach, gestaffelte Eckverkämmung, einen Balkon zur Gartenseite. | 08965832 |
|                                         | Bahnhof Großsteinberg: Empfangsgebäude (Bahnhofstraße 1) und Stellwerk (Grethener Straße 20 (neben)) an der Eisenbahnstrecke Borsdorf–Coswig                                               | Bahnhofstraße 1 (Karte)               | 1880                                      | Ein Empfangsgebäude typischer Historismusbau, baugeschichtlich und verkehrsgeschichtlich von Bedeutung. Das Empfangsgebäude, ein Typenbau, ist ein verputzter Massivbau, zweigeschossig mit originaler Putzgliederung, älteren Fenster und Türen, Satteldach, die Fenstersohlbänke in Sandstein (Anbau verputzter Ziegelstein), das Stellwerk Go wurde um 1940 erbaut, ein Klinkerbau mit weit vorkragendem Dach, aufwändig gestaltet, am 15. Juli 2012 außer Betrieb genommen. 1866 als Haltestelle der Strecke Borsdorf–Coswig am km 13,20 errichtet, seit 1902 Bahnhof. | 08965839 |
|                                         | Haus Ramdohr (Wohnhaus) | Bergstraße 21 (Karte)                 | 1933 lt. Auskunft                         | Ein Zeugnis der baulichen Entwicklung im Ort, im Bauhausstil der 1920er Jahre, baugeschichtlich und ortsgeschichtlich von Bedeutung. Ein zweigeschossiger, verputzter Massivbau (Putz in den 1980er Jahren erneuert), eine zum Teil erneuerte Südseite mit breiter Loggia, seitlich begrenzt von rundem Eckrisalit, ein Flachdach mit Attikawand, im Sockelbereich mit Klinkerelementen, originale Holztüren und originale Treppengeländer, originale Fensterläden, das Obergeschoss mit Terrasse und zurückgesetztem Eingang mit Eckpfeiler. | 08965842 |
|                                         | Wohnhaus | Bergstraße 23 (Karte)                 | um 1937                                   | Ein in gutem Originalzustand erhaltenes Zeugnis für die Bauweise im Heimatstil der 1930er Jahre, baugeschichtlich und ortsgeschichtlich von Bedeutung. Das Gebäude ist eingeschossig, massiv, verputzt (originaler Putz), Bruchsteinsockel, rustizierte Eckquaderung, ein giebelseitiger Holzbalkon, originale Fenster, zum Teil mit Fensterläden, eine originale Tür, ein steiles Satteldach mit Biberschwanzdeckung, Schleppgauben, rückwärtig befindet sich eine Terrasse mit Flachdach. | 08965841 |
| Weitere Bilder                          | Wohnhaus mit Nebengebäude | Grethener Straße 7 (Karte)            | um 1915                                   | Ein villenartiges Landhaus im Reformstil der Zeit um 1910, von bauhistorischem Interesse. Das Wohnhaus ist eingeschossig auf einem Bruchsteinsockel ein verputzter Massivbau, die Putzgliederung erneuert, der Eingangsbereich mit Granitsäule und gewölbtem Gang, originale Tür, das Mansarddach mit Gauben, ein Mittelrisalit mit Dreiecksgiebel, ursprünglich befanden sich Fensterläden an den Erdgeschossfenstern. Das Nebengebäude ist eingeschossig auf einem Bruchsteinsockel ein verputzter Massivbau mit Mansarddach und originalen Tore. | 08965840 |
| Direkt Bild zu diesem Denkmal hochladen | Sitzbank | Großsteinberger Straße                | Um 1920, vielleicht älter, angeblich 1880 | Sogenannte Curts Wald, Sitzbank aus Rochlitzer Porphyrtuff, ortsgeschichtlich bedeutsam, Seltenheitswert | 08966605 |
|                                         | Wohnhaus eines Vierseithofes | Naunhofer Straße 14 (Karte)           | 1. Hälfte 19. Jh.                         | Ein Zeugnis der bäuerlichen Bau- und Lebensweise des 19. Jahrhunderts, baugeschichtlich von Bedeutung. Das Gebäude ist zweigeschossig, das Erdgeschoss massiv, im Obergeschoss Fachwerk, insgesamt verputzt, das Satteldach an einer Seite abgeschleppt, die Giebel verschiefert, Fenster- und Türgewände als Fasche. | 08965843 |
|                                         | Wohnhaus eines ehemaligen Dreiseithofes | Werner-Seelenbinder-Straße 1a (Karte) | bez. 1792 (Schlussstein)                  | Ein Putzbau (wohl mit Fachwerk-Obergeschoss) mit Segmentbogenportal und Krüppelwalmdach, ein Zeugnis bäuerlicher Lebensweise des 18. Jahrhunderts, baugeschichtlich von Bedeutung. Das Gebäude ist zweigeschossig, im Erdgeschoss massiv, das Obergeschoss ehemals Fachwerk (massiv erneuert), insgesamt verputzt, die Türgewände in Porphyrtuff mit Schlussstein, bezeichnet: 1792, die Fenstergewände im Erdgeschoss in Porphyrtuff. | 08965850 |

## Klinga
| Bild           | Bezeichnung | Lage                        | Datierung         | Beschreibung | ID       |
| -------------- | --- | --------------------------- | ----------------- | --- | -------- |
|                | Seitengebäude und Scheune eines Vierseithofes | Am Inselteich 2 (Karte)     | 1. Hälfte 19. Jh. | In der alten Ortslage Staudnitz, ein Zeugnis bäuerlicher Bau- und Wirtschaftsweise des 19. Jahrhunderts in Fachwerkbauweise, baugeschichtlich von Bedeutung. Das Nebengebäude ist zweigeschossig, im Erdgeschoss Lehm, im Obergeschoss Fachwerk ausgefacht mit Lehmsteinen, ein Satteldach mit Biberschwanzdeckung, alte Schiebefenster. Die Scheune ist eingeschossig, massiv und verputzt, das Satteldach mit Biberschwanzdeckung, die Tordurchfahrt mit Kopfstreben und Lehmausfachung. | 08965831 |
| Weitere Bilder | Dorfkirche Klinga (Kirche (mit Ausstattung), Kirchhof mit Einfriedung, Kirchhofstor, Kriegerdenkmal für die Gefallenen des 1. Weltkrieges und Grabmal) | Dorfstraße (Karte)          | 13. Jh.           | Die bemerkenswerte romanische Kirche ist ein Saalbau mit eingezogenem Chor und Apsis sowie breitem Westturm, ortsgeschichtlich, baugeschichtlich und ortsbildprägend von Bedeutung. Eine romanische Saalkirche aus verputztem Bruchstein, einem riegelartiger Querwestturm auf rechteckigem Grundriss, die Westfassade mit Rundbogenportal, der Glockenstuhl mit rundbogigen Zwillingsfenstern und eingestellter Säule, ein steiles Walmdach, Wetterfahne. Der einschiffige Saal mit Satteldach, Korbbogenfenster, eingezogenem Chor mit halbrunder Apsis (romanisches Rundbogenfenster) - Erbbegräbnis Nebe (Wandgrab) (um 1910): kannelierte Säulen aus Porphyrtuff, Mauerwand mit volutenartigem Aufsatz aus Sandstein - Kriegerdenkmal für die Gefallenen des 1. Weltkrieges: an Westfassade der Kirche, rechteckige Porphyrtuff-Tafel mit gezackter Überdachung, Inschrift: „1914-1918“ „Zum Ehrengedächtnis für die Kriegsopfer unserer Kirchgemeinde in Dankbarkeit gewidmet“ und Eisernes Kreuz - Die Einfriedung ist eine Bruchsteinmauer mit Ziegelsteinabdeckung, quadratischer Torpfeiler mit Sandsteinabdeckplatten (scharriert), Pfeiler mit Stuckfeldern. | 08965827 |
| Weitere Bilder | Transformatorenturm | Krankenhausstraße (Karte)   | um 1920           | Ein Zeugnis der regionalen Elektrifizierung, mit technischer Ausstattung, versorgungs- und technikgeschichtlich von Bedeutung. Der Turm ist eingeschossig, Klinkersockel, massiv, verputzt, auf quadratischem Grundriss, Laterne verschiefert, ein Zeltdach mit profilierter Holztraufe und Knauf, Biberschwanzdeckung, originale Isolatoren, die Türgewände in Ziegelstein, das Vordach mit verputzter Holztraufe, originaler Putz, originale Tür. | 08965829 |
| Weitere Bilder | Villa Bleichert (Villa, Nebengebäude, Einfriedung, zwei Toreinfahrten, Lindenallee, Kellerbunker sowie Parkanlage (Gartendenkmal) mit Gartenparterre, Bassin, historischem Gehölzbestand und fünf Parkbauten (Louis-Trencker-Forsthaus, Urnenhaus, Tennishaus, Pavillon und Teehaus)) | Krankenhausstraße 7 (Karte) | bez. 1922–1923    | Eine hochherrschaftliche Villa der Leipziger Fabrikantenfamilie Bleichert, im traditionalistischen Stil der 1920er Jahre, Architekt: Richard Welz. Ab 1929 Kinderkurheim der Stadt Leipzig, später Krankenhaus, von baugeschichtlicher, ortshistorischer, gartengeschichtlicher und landschaftsprägender Bedeutung. Die Villa steht auf einem Kellersockel aus Quadermauerwerk (Granit), und ist ein verputzter, dreigeschossiger Massivbau, an der Rückseite befindet sich ein eingeschossiger Vorbau mit Balkon, originale Türen und Fenster, traufseitig neun Fensterachsen, giebelseitig drei Fensterachsen, Walmdach, überdachter Eingang (Walmdach) von Pfeilern flankiert. Der Eingang besteht aus Stahltür und Sandsteintürgewänden, eine Kartusche im Art-déco-Stil, ein gerader Türsturz mit Inschrift „B.u.P.v.B.“ (Berthe und Paul von Bleichert) und „1922, 1923“. Das Nebengebäude (Wirtschaftsgebäude) ist eingeschossig, massiv und verputzt, der Kellersockel aus Polygonalmauerwerk (Granit), giebelseitig ein Holzanbau (Holzveranda mit originaler Verglasung und Holzverstrebung), traufseitig ein zweigeschossiger Mittelrisalit mit Walmdach, sonst Mansarddach, traufseitig ein rundbogiges Stufenportal zur Villa, Dachausbau, im hinteren Teil Stall. Die Einfriedung besteht zum Teil aus einem Klinkersockel mit Granitabdeckung und Eisenzaun und zum Teil aus einer Ziegelsteinmauer mit Lisenengliederung und Pfeilern, der Hauptzugang erfolgt über eine gepflasterte Lindenallee mit Toreinfahrt: Rechteckpfeiler aus Beuchaer Granit, Bossenquader und konkav geschwungener Aufsatz, Leutepforte als Rundbogenportal mit bossiertem Rundbogen und Eisentür, eine zweite Toreinfahrt befindet sich nördlich des Nebengebäudes Klinkerpfosten mit Decksteinen in Granit. Der Park mit Gartenparterre, bestehend aus Bassin und Rabatten, als seitliche Einfassung ursprünglich Hecken, alter Baumbestand, im Parkgelände fünf verschiedenen Parkbauten: - Urnenhaus, heute Kapelle: tempelartiger Putzbau, Eingangsfront mit Pilasterrahmung und Dreieckgiebel, - Gartenpavillon: Achteckbau, verputzt, Schweifhaube, - Forsthaus: Holzbau im Schweizerstil, - Tennishaus: Putzbau mit Klinkersockel und Walmdach, - Teehaus: Putzbau | 08965828 |
| Weitere Bilder | Paltrockmühle Staudnitz (Paltrockwindmühle mit technischer Ausstattung) | Mühlenweg (Karte)           | 1947              | In der alten Ortslage Staudnitz, ortsgeschichtlich und technikgeschichtlich von Bedeutung. Ein verbretterter Mühlenkasten, die Mühlenflügel entfernt, dreigeschossig, originale Fenster, erbaut 1947. Die technische Ausstattung bestehend aus Walzenstuhl 400 × 600, (französischer) Mahlgang, Schrotgang, Haferquetsche, zwei Getreidesilos. Die Mühle mahlte elektrisch und besaß keine Flügel (nur eine Windrose (Angaben vom Besitzer Fritz Picht, 2014, siehe Ortsakte)), seit 1554 Bockwindmühle am selben Standort – 1953 Abriss | 08965830 |
|                | Seitengebäude eines Dreiseithofes | Staudnitzstraße 21 (Karte)  | 1. Hälfte 19. Jh. | In der alten Ortslage Staudnitz, ein Zeugnis bäuerlicher Bau- und Wirtschaftsweise vergangener Zeiten, baugeschichtlich von Bedeutung. Das Gebäude ist zweigeschossig, das Erdgeschoss massiv (Lehm), im Obergeschoss Fachwerk, ein Krüppelwalmdach mit Holztraufe, die Giebel massiv erneuert. | 08965838 |
|                | Seitengebäude eines Dreiseithofes | Südstraße 6 (Karte)         | Mitte 19. Jh.     | Ein straßenbildprägender Fachwerkbau, baugeschichtlich von Bedeutung. Der Stall ist zweigeschossig, das Erdgeschoss massiv, verputzt, im Obergeschoss Fachwerk, zum Teil aufgebrettert, ein Satteldach mit Biberschwanzdeckung, im Erdgeschoss Holzfenstergewände, zum Teil alte Fenster, im Obergeschoss eine Ladeluke. | 08965825 |

## Pomßen
| Bild                                    | Bezeichnung | Lage                                            | Datierung                                   | Beschreibung | ID       |
| --------------------------------------- | --- | ----------------------------------------------- | ------------------------------------------- | --- | -------- |
| Weitere Bilder                          | Kilometerstein | (Karte)                                         | 19. Jh.                                     | Streckenmarkierungsstein Nummer 14 von ehemals 22 Steinen der Straße Leipzig–Grimma, typische Ausführung in Sandstein mit oben abgerundetem Abschluss, verkehrsgeschichtlich von Bedeutung. Der Sandstein ist oben abgerundet, Inschrift: „14.000 km“. | 08965878 |
| Direkt Bild zu diesem Denkmal hochladen | Zwei Kilometersteine |                                                 | um 1900 (Kilometerstein)                    | Streckenmarkierungssteine Nr. 16 und 17 von ehemals 22 Steinen der Straße Leipzig–Grimma, typische Ausführung in Sandstein mit oben abgerundetem Abschluss, verkehrsgeschichtlich von Bedeutung | 08965852 |
| Direkt Bild zu diesem Denkmal hochladen | Einzeldenkmal der Sachgesamtheit Schloss und Rittergut Pomßen: Scheune (siehe auch Obj. 08965857, Schloßstraße 1–8) | Am Rittergut 4 (neben) (Karte)                  | 19. Jh.                                     | Als Teil des ehemaligen Rittergutes von ortshistorischer Bedeutung, ein eingeschossiger, verputzter Bruchsteinbau, Krüppelwalmdach, Torgewände zum Teil in Porphyrtuff. | 08965858 |
| Direkt Bild zu diesem Denkmal hochladen | Gutsarbeiterhaus | Am Rittergut 8 (Karte)                          | 1. Hälfte 19. Jh., spätere Umbauten         | Ein eingeschossiger Putzbau, von sozialhistorischer Bedeutung. Ein eingeschossiger, verputzter Massivbau (vermutlich aus Lehm), Fensterfaschen, Holztraufe, das Satteldach mit Gaube, eine alte Tür. | 08965860 |
| Weitere Bilder                          | Wegestein | Großsteinberger Straße (Karte)                  | 1. Hälfte 20. Jh.                           | Quadratische Granitsäule mit Inschriften aus dem 20. Jh. Wegestein als Zeugnis der verkehrstechnischen Erschließung des ländlichen Raumes von verkehrsgeschichtlicher Bedeutung. Der Granitstein trägt die Inschrift: „Naunhof“ „Großbardau“. | 08965866 |
| Direkt Bild zu diesem Denkmal hochladen | Hof Straube (Vierseithof mit Wohnhaus, Seitengebäude über winkelförmigen Grundriss und Scheune sowie Einfriedung mit Toreinfahrt) | Großsteinberger Straße 25 (Karte)               | wohl 1927                                   | In der alten Ortslage Kleinpomßen, Putzbauten des 20. Jahrhunderts, mit Anklängen an den Art- déco-Stil, von baugeschichtlicher und ortshistorischer Bedeutung. Das Wohnhaus ist ein zweigeschossiger, verputzter Massivbau, am Giebel ein Erker mit Altan, Krüppelwalmdach, Klinkersockel, originale Putzgliederung, die Türgewände in Art-déco-Stil, eine originale Tür, zum Teil originale Fenster. Das Seitengebäude ist ein zweigeschossiger, verputzter Massivbau mit originalen Fenster und Walmdach. Die Scheune ist eingeschossig mit Segmentbogentor (Ziegelsteinbogen), Schlussstein (vermutlich Beton) bezeichnet: 1927 und Satteldach. Die Einfriedung besteht aus einer verputzten Ziegelsteinmauer auf einem Klinkersockel. | 08965862 |
| Weitere Bilder                          | Speicherbau einer Mühle | Großsteinberger Straße 27 (neben) (Karte)       | Anfang 20. Jh.                              | In der alten Ortslage Kleinpomßen, der Getreidespeicher der Wassermühle ist ein verbretterter Fachwerkbau, ortsgeschichtliche und baugeschichtliche Bedeutung. | 08965861 |
| Weitere Bilder                          | Kilometerstein | Hauptstraße (Karte)                             |                                             | Kilometerstein; Streckenmarkierungsstein Nr. 15 von ehemals 22 Steinen der Straße Leipzig–Grimma | 08965875 |
| Weitere Bilder                          | Kilometerstein | Hauptstraße (Karte)                             | 19. Jh. (Kilometerstein)                    | Streckenmarkierungsstein Nr. 1 der Straße Pomßen–Bad Lausick, typische Ausführung in Sandstein mit oben abgerundetem Abschluss, verkehrsgeschichtlich von Bedeutung | 08966017 |
| Weitere Bilder                          | Wohnstallhaus eines Dreiseithofes und Toranlage | Hauptstraße 12 (Karte)                          | 1. Hälfte 19. Jh.                           | Ein Zeugnis bäuerlicher Bau- und Lebensweise vergangener Zeiten, baugeschichtlich und ortsgeschichtlich von Bedeutung. Das Wohnstallhaus ist zweigeschossig, das Erdgeschoss massiv, im Obergeschoss vermutlich Fachwerk, insgesamt verputzt, Satteldach, Holztraufe. Die Torpfeiler bestehen aus gelben Ziegelsteinen mit grünglasierten Ziegeln, Kunststeinabdeckungsplatten mit Kugelaufsatz. | 08965874 |
| Weitere Bilder                          | Kursächsische Postmeilensäulen (Sachgesamtheit): Postmeilensäule | Hauptstraße 13 (bei) (Karte)                    | bez. 1722                                   | Kursächsischer Viertelmeilenstein aus Rochlitzer Porphyrtuff, mit den verschiedenen Inschriften „1722“ „AR“ und der Reihennummer „41“ stand an der Poststraße von Leipzig nach Grimma. Der Originalstandort des Steins ist nicht bekannt, wird von der „Forschungsgruppe Postmeilensäulen“ aber in unmittelbarer Nachbarschaft vermutet. Der Stein wurde wahrscheinlich vom Rochlitzer Steinmetzmeister Heßler angefertigt. 1976 wurde der bis dahin verschollene Stein wiederentdeckt und mit neuem Kopfstück 1978 aufgestellt. Nachfolgend wurde der Stein zerstört und durch Steinmetz Lothar Franz (Leipzig) erneut restauriert und wieder aufgestellt. Im Jahre 1722 begann man im Kurfürstentum Sachsen mit der Aufstellung der Kursächsischen Postmeilensäulen. Kurfürst Friedrich August I. wollte hierdurch ein zeitgemäßes Verkehrs- und Transportleitsystem im Kurfürstentum aufbauen, um Handel und Wirtschaft zu fördern. Er beauftragte mit Generalvollmacht Magister Adam Friedrich Zürner (1679–1742) mit der Durchführung. Das System der Postmeilensäulen umfasste Distanzsäulen, Viertelmeilensteine, Halb- und Ganzmeilensäulen. Die Distanzsäulen sollten in den Städten vor den Stadttoren, später nur auf den Marktplätzen aufgestellt werden. Entlang der Poststraßen wurden Viertelmeilensteine, Halb- und Ganzmeilensäulen aufgestellt. Sie erhielten eine fortlaufende Nummerierung (Reihennummer), beginnend vom Anfang der Vermessung. Die Ganzmeilensäulen wurden außerhalb der Städte an den Poststraßen im Abstand von 1 Meile (= 9,062 km) aufgestellt. Die Distanzsäulen waren mit dem Monogramm „AR“ für „Augustus Rex“, dem kursächsisch und polnisch-litauischen Doppelwappen sowie der polnischen Königskrone gekennzeichnet. Die Ganzmeilen-, Halbmeilensäulen und Viertelmeilensteine waren alle ähnlich beschriftet, alle trugen kein Wappen, aber das Monogramm „AR“. Die Entfernungsangaben erfolgten in Wegestunden (1 Stunde= ½ Postmeile = 4,531 km). Dieses Meilensystem war das erste europäische Verkehrsleitsystem. Der hier betrachteten Säule kommt als Teil des überregional bedeutenden Postwegesystems eine hohe verkehrsgeschichtliche Bedeutung zu. | 08965873 |
| Weitere Bilder                          | Gasthof Zum Alten Haferkorn (Ehemaliger Gasthof (über winkelförmigem Grundriss), Seitengebäude, Taubenhaus im Hof sowie Hofmauer mit Toreinfahrt) | Hauptstraße 20 (Karte)                          | bez. 17(42), später überformt (Gasthof)     | Das Gasthaus ist ein zweigeschossiger Putzbau mit Segmentbogenportal, die Seitengebäude mit verputztem Fachwerk-Obergeschoss, der Taubenturm zum Teil in Fachwerk, von baugeschichtlicher und ortshistorischer Bedeutung, straßenbildprägende Gebäude. Im Erdgeschoss des Gasthof befinden sich Fenstergewände in Porphyrtuff mit Schlussstein, Treppenstufen und -wangen in Porphyrtuff, der Dachaufbau um 1900 (Zwerchgiebel mit Krüppelwalmdach und vermutlich Kunststeinfenstergewände), profilierte Holztraufe, ein rückwärtiger zweigeschossiger Anbau mit Krüppelwalmdach. Der Taubenturm ist zweigeschossig, im Erdgeschoss massiv, im Obergeschoss Fachwerk, Mansarddach mit profilierter Holztraufe. Die Einfriedung ist eine verputzte Bruchsteinmauer mit Porphyrtuffplattenabdeckung. Der Stall ist zweigeschossig, das Erdgeschoss massiv, im Obergeschoss vermutlich Fachwerk, Krüppelwalmdach, rückseitig eine Hoftür mit Porphyrtuffgewände, im Obergeschoss der ehemalige Saal des Gasthauses. | 08965872 |
| Weitere Bilder                          | Dorfkirche Pomßen (Kirche (mit Ausstattung), Kirchhof mit Einfriedung, mehreren Grabmalen und Kriegerdenkmal für die Gefallenen des 1. Weltkrieges) | Hauptstraße 29 (Karte)                          | 13. Jh., später überformt                   | Eine reizvolle romanische Kirche als Saalbau mit eingezogenem Chor und Apsis sowie breitem Westturm, im Originalzustand erhaltener, frühbarock umgebauter Kircheninnenraum, von besonderer kunsthistorischer Bedeutung, baugeschichtlich, ortsgeschichtlich und ortsbildprägend von Bedeutung. Die Kirche ist eine Westturmkirche mit einem querrechteckigen Turm mit Walmdach und oktogonalem und verschiefertem Dachreiter mit welscher Haube, Kugelaufsatz, Wetterfahne, dazu ein eingezogener Chor mit Apsis, Schieferdeckung, einem apsisähnlichen und seitenschiffartigen Sakristeianbau an der Südseite des Saales. Im Innern das südliche Seitenschiff mit Holztonnengewölbe, die Emporen mit barocker Grisaillemalerei (Arabesken), marmoriert, im Chor eine Kassettendecke (Engel mit Marterwerkzeugen), eine zweigeschossige Patronatsloge mit Kreuzgratgewölbe, stuckiert mit figürlichen Motiven, im Obergeschoss Plafondgemälde mit Christusdarstellung, Altar für H. von Ponickau (farbig gefasst, aus Sandstein) von Andreas Lorentz – Werkstatt (von 1560), reich geschnitzte Kanzel mit Bildnissen der Evangelisten (um 1660), der Saal mit Kassettenfelderdecke (53 Bildnisse aus Altem und Neuen Testament, u. a. Propheten und Evangelisten), eine doppelte Orgelempore, die Flügeltüren des Orgelprospekts mit barocker Grisaillemalerei, im Chor schwebender Taufengel, Renaissance- und Barockgrabdenkmäler der Familie Ponickau und Sandsteinsarkopharg für Johann Christoph II von Ponickau. Auf dem Kirchhof befinden sich vier Soldatengräber aus dem 2. Weltkrieg (aus Granit) mit Relief (Eisernes Kreuz), ein Kriegerdenkmal für die Gefallenen des 1. Weltkrieges: blockartiger Gedenkstein aus Beuchaer Granit mit Dreiecksgiebel, Inschrift: „1914–1918 Unseren unvergessenen Helden. Die Gemeinde Pomßen“ und Eisernes Kreuz, Efeubepflanzung und Eiche, - Erbbegräbnis Kießling und Schanze, Wandgrab (um 1904) aus Sandstein mit kannelierten Säulen und gesprengtem Giebel, - Sandstein-Wandgrabmal mit korinthischen Säulen und Dreiecksgiebel, Sandsteingrab der Familie Plätzer (um 1903), - Erbbegräbnis der Fam. Wildenhain (um 1927): Wandgrab aus Sandstein mit kannelierten ionischen Pfeilern und flachem Dreiecksgiebel, - klassizistische quadratische Grabstele aus rötlichem Sandstein mit Inschrift im Dreiecksgiebel: „Erlöser Jesus Christus“, „Johann Ehrenfried Stechhans(?)“, Sandsteingrab der Marianne Walter (um 1924), - klassizistisches Grabmal aus Säulenpaar mit Medaillon, Sandstein, im Sockel Inschrift, Deckplatte mit Resten einer Urnenskulptur, - barockes Grabmal auf rustiziertem Sockel aus Sandstein, figurales Relief mit Heimholungsdarstellung, - spätklassizistisches Grabmal der Fam. Colditz (um 1871): aus schwarzem schwedischen Granit. | 08965869 |
|                                         | Pfarrhof (Pfarrhaus, zwei Seitengebäude, Einfriedung und Toranlage eines Pfarrhofes) | Hauptstraße 31 (Karte)                          | Ende 18. Jh., im Kern vielleicht älter      | Das Pfarrhaus mit Segmentbogenportal ist baugeschichtlich und ortsgeschichtlich von Bedeutung. Das Pfarrhaus ist zweigeschossig, hat einen tonnengewölbten Keller, das Erdgeschoss ist massiv aus Bruchstein errichtet und verputzt, im Obergeschoss Fachwerk zum Teil verputzt und rückwärtig aufgebrettert, im Erdgeschoss sind Porphyrtufffenstergewände und ein Segmentbogenportal mit Schlussstein aus Porphyrtuff, Fensterläden, im Obergeschoss zum Teil Winterfenster, das hohes Walmdach mit Biberschwanzdeckung, Holzfenstergewände. Die zwei Seitengebäude sind eingeschossige Lehm- und Bruchsteinbauten mit Satteldach und Fachwerkgiebeln. Die Einfriedung ist eine Bruchsteinmauer mit drei quadratischen Torpfeiler aus Bruchstein, verputzt, pyramidalem Abschluss und Kugelaufsatz, die Garteneinfriedung des Vorgartens besteht aus kleinen quadratischen Einfriedungspfeilern mit Kugelaufsatz, einem Bruchsteinmauersockel und Holzzaun. | 08965868 |
|                                         | Wohnhaus | Hauptstraße 32 (Karte)                          | um 1800                                     | Ein Zeugnis der früheren bäuerlichen Bau- und Lebensweise, vermutlich ein ehemaliges Tagelöhnerhaus, baugeschichtlich von Bedeutung. Das Gebäude ist zweigeschossig, das Erdgeschoss massiv (Lehm), im Obergeschoss Fachwerk, die Fenstersohlbänke im Erdgeschoss zum Teil in Sandstein, Fensterfaschen, ältere Tür, Krüppelwalmdach, heute Gemeindehaus mit Heimatstube. | 08965864 |
| Direkt Bild zu diesem Denkmal hochladen | Scheune eines Bauernhofes | Hauptstraße 37 (Karte)                          | Ende 19. Jh.                                | Die Fachwerk-Scheune ist ein Zeugnis bäuerlicher Wirtschaftsweise vergangener Zeiten, baugeschichtlich von Bedeutung. Sie ist eingeschossig auf einem Bruchsteinsockel, Fachwerkwände, Satteldach, die Giebel verbrettert, ein originales Tor. | 08965863 |
| Direkt Bild zu diesem Denkmal hochladen | Neubauernhaus | Hauptstraße 39 (Karte)                          | um 1948                                     | Der Bruchsteinbau in gutem Originalzustand ist von ortsgeschichtlicher und sozialhistorischer Bedeutung. Ein eingeschossiger, zum Teil verputzter Massivbau aus Bruchstein, Bruchsteinsockel, der Scheunenteil ist verbrettert, zum Teil originale Fenster, die Giebel verbrettert, im Eingangsbereich ein Windfang in Holz, das Satteldach mit Schleppgauben. | 08965865 |
| Direkt Bild zu diesem Denkmal hochladen | Wohnhaus eines Bauernhofes | Kurze Straße 3 (Karte)                          | 1. Hälfte 19. Jh.                           | Ein Zeugnis bäuerlicher Bau- und Lebensweise des 19. Jahrhunderts, baugeschichtlich von Bedeutung. Das Gebäude ist zweigeschossig, das Erdgeschoss massiv, im Obergeschoss Fachwerk, ein einseitiges Krüppelwalmdach, rückseitig abgeschleppt, Holztraufe. | 08965870 |
| Weitere Bilder                          | Kilometerstein | Otterwischer Straße (Karte)                     | um 1900 (Kilometerstein)                    | Streckenmarkierungsstein, Ausgangsstein Nr. 0 der Straße Pomßen–Bad Lausick, typische Ausführung in Sandstein mit oben abgerundetem Abschluss, verkehrsgeschichtlich von Bedeutung | 08965876 |
| Weitere Bilder                          | Häuslerhaus | Otterwischer Straße 4 (Karte)                   | 1. Hälfte 19. Jh.                           | Ein eingeschossiger Lehmbau, von sozialgeschichtlicher und bauhistorischer Bedeutung. Der eingeschossige, verputzte Massivbau ist ein Lehmbau auf Bruchsteinsockel, die Fenstersohlbänke in Sandstein, Fensterfaschen, ein Giebel verbrettert und verschiefert, ein Giebel mit Lehmsteinen, Satteldach, ältere Tür, die Ziegelgewände verputzt, der Türsturz als Holzbalken. | 08965877 |
| Direkt Bild zu diesem Denkmal hochladen | Scheune eines Bauernhofes | Parkstraße 7 (Karte)                            | um 1800                                     | Ein original erhaltenes Zeugnis der ländlichen Bauweise, baugeschichtlich von Bedeutung. Der eingeschossige Lehmbau ist verputzt, hat ein steiles Satteldach mit Biberschwanzdeckung, die Ladeluken mit Holzgewände. | 08965867 |
| Weitere Bilder                          | Sachgesamtheit Schloss und Rittergut Pomßen, mit den Einzeldenkmalen: Schloss, Einfriedungsmauern des Parks sowie Kavalierhaus im Park (siehe Obj. 08965859, Schloßstraße 2), Inspektorenhaus (siehe Obj. 08965853, Schloßstraße 1), Wohn- und Wirtschaftsgebäude (siehe Obj. 08965854, Schloßstraße 3), zwei Scheunen (siehe Obj. 08965855, Schloßstraße 4 und Schloßstraße 6/8), weitere Scheune (siehe Obj. 08965858, neben Am Rittergut 4) und Torhaus mit Einfriedungsmauer (siehe Obj. 08965856, Schloßstraße 7), weiterhin Gutspark (Gartendenkmal) mit drei Teichen, sowie mit den Sachgesamtheitsteilen: weitere Wirtschaftsgebäude (darunter ehemalige Brennerei, Am Rittergut 4, eine Scheune Schloßstraße 5/Am Rittergut 6 und der Anbau an eine Scheune, Schloßstraße 4a) | Schloßstraße 1; 2; 3; 4; 4a; 5; 6; 7; 8 (Karte) | im Innern bez. 1545, Umbau 1848 (Schloss)   | Ein ortsbildprägendes neogotisches Schloss mit Turm, der ältere Kern eines Renaissance-Gebäudes, mit einem großen Gutspark, von kunsthistorischer und ortshistorischer Bedeutung. | 08965857 |
| Weitere Bilder                          | Einzeldenkmal der Sachgesamtheit Schloss und Rittergut Pomßen: Inspektorenhaus (siehe auch Obj. 08965857, Schloßstraße 1–8) | Schloßstraße 1 (Karte)                          | 1. Hälfte 19. Jh., im Kern wohl älter       | Ein Putzbau mit Mansarddach, von ortshistorischer Bedeutung als ehemaliger Teil des Rittergutes. Ein zweigeschossiger, verputzter Bruchsteinbau, Porphyrtufffenstergewände und Porphyrtufftürgewände, mit verputzter profilierte Traufe und Mansarddach. | 08965853 |
| Weitere Bilder                          | Einzeldenkmale der Sachgesamtheit Schloss und Rittergut Pomßen: Schloss, Einfriedungsmauern des Parks sowie Kavalierhaus im Park (siehe auch Obj. 08965857, Schloßstraße 1–8) | Schloßstraße 2 (Karte)                          | im Innern bez. 1545 (Schloss)               | Ein ortsbildprägendes neogotisches Schloss mit Turm, älterer Kern eines Renaissance-Gebäudes, von kunsthistorischer und ortshistorischer Bedeutung. Das Schloss ist ein zweigeschossiger, verputzter Massivbau mit oktogonalem Treppenturm mit Zinnenbekrönung und Balkon (Balkon in Porphyrtuff), ein steiles Satteldach mit Gauben, Treppengiebel, Portal und Fenstergewände im Tudorstil (zumeist in Porphyrtuff), die Fassade vereinfacht bei Renovierung, zum Garten Mittelrisalit mit Dreiecksgiebel, an den Giebelecken zum Teil Reste kleiner Ecktürmchen, der Park mit altem Baumbestand und Teich. Das Kavalierhaus ist zweigeschossig und ein verputzter Massivbau mit Walmdach mit Satteldachgauben und Biberschwanzdeckung. Die Einfriedung ist eine Bruchsteinmauer, zum Teil auch bestehend aus verputzten Ziegelsteinen. | 08965859 |
|                                         | Einzeldenkmal der Sachgesamtheit Schloss und Rittergut Pomßen: Wohn- und Wirtschaftsgebäude (siehe auch Obj. 08965857, Schloßstraße 1–8) | Schloßstraße 3 (Karte)                          | im Kern 17. Jh.                             | Der Putzbau mit Krüppelwalmdach ist eines der ältesten Bauwerke im Ort, als Teil des ehemaligen Rittergutes von ortshistorischer Bedeutung. Das Gebäude ist ein zweigeschossiger, verputzter Massivbau (Bruch- und Ziegelsteinmischbauweise), die Fenstergewände in Porphyrtuff, zum Teil mit Stabwerk, zum Teil abgefast, ein mächtiges Krüppelwalmdach, im Inneren Gewölbe und Pfeiler, dazu die Ruinen weiterer Wirtschaftsgebäude mit Porphyrtufftürgewände. | 08965854 |
| Direkt Bild zu diesem Denkmal hochladen | Einzeldenkmale der Sachgesamtheit Schloss und Rittergut Pomßen: zwei Scheunen (Nr. 4 und Nr. 6/8) – (siehe auch Obj. 08965857, Schloßstraße 1–8) | Schloßstraße 4; 6; 8 (Karte)                    | bez. 1832, im Kern älter (Scheune, Nr. 6/8) | Als Teil des ehemaligen Rittergutes von ortshistorischer Bedeutung. Ein eingeschossiger, verputzter Massivbau mit originalen Tore und Krüppelwalmdach und ein eingeschossiger, verputzter Massivbau, Krüppelwalmdach, Überfangbögen in Ziegelstein mit Porphyrtuffschlussstein, mehrere Wappensteine (einer bezeichnet 1832) in Porphyrtuff und Sandstein. | 08965855 |
| Direkt Bild zu diesem Denkmal hochladen | Einzeldenkmal der Sachgesamtheit Schloss und Rittergut Pomßen: Torhaus und Einfriedungsmauer (siehe auch Obj. 08965857, Schloßstraße 1–8) | Schloßstraße 7 (Karte)                          | 18. Jh., späterer Umbau                     | Als Teil des ehemaligen Rittergutes von ortshistorischer Bedeutung. Ein zweigeschossiger, verputzter Massivbau (Bruch-/Ziegelsteinmischbauweise), verputzte Ziegelsteintraufe, zum Teil auch Holztraufe, Walmdach. | 08965856 |
| Weitere Bilder                          | Pomßener Schule (Ehemalige Schule mit Einfriedung) | Schulstraße 6 (Karte)                           | Mitte 19. Jh., später erweitert             | Ein schlichter Putzbau mit Dachreiter, von ortshistorischer Bedeutung. Die Schule ist ein zweigeschossiger, verputzter Massivbau, die Türgewände mit Verdachung und Fenstergewände, am rechten Teil in Porphyrtuff, am Giebel und zur Hofseite im Obergeschoss Fenstersohlbänke in Porphyrtuff, auch Treppenstufen vor Eingangstür und Gesims in Porphyrtuff, die Fenstersohlbänke und Türgewände mit Verdachung des linken Teils in Sandstein, im mittleren Teil Fenstersohlbänke in Kunststein, Putztraufe, Satteldach, mittlerer Giebel mit Dachreiter, Wetterfahne bezeichnet: 1994 (Erneuerung), Dachreiter verschiefert, zur Hofseite Gaube, Putz der 1930er Jahre, zur Hofseite älterer Putz mit Fensterfaschen im Obergeschoss, heute (2015): Soziokulturelles Zentrum Pomßen | 08965871 |